# Se sabrà tot
Se sabrà tot és una novel·la del periodista Xavier Bosch, que va rebre el Premi Sant Jordi el 2009, que atorga Òmnium Cultural i va sortir publicada el febrer de 2010 sota el segell editorial d'Edicions Proa. L'obra va rebre el Premi Sant Jordi 2009 i està ambientada entre el 2004 i el 2006.

## Argument
Dani Santana és el brillant presentador de les notícies de la cadena privada del grup de comunicació Blanco, quan li ofereixen per força, la direcció del diari Crònica, del mateix grup. Aquest càrrec és un regal enverinat, ja que en aquest càrrec haurà de veure quins són els equilibris entre el poder i la política que sustenten el diari, ja que en alguna ocasió és utilitzat pel director general del grup de comunicació per als seus fins personals. La novel·la comença, però, amb la carta de dimissió de Santacana i la jugada que li fan tot just l'ha presentada.
En el diari hi treballa David Cid, conegut com el Senza, el cap de societat que s'implica tan a fons en un cas de terrorisme islamista que es converteix en confident del grup, gràcies a la relació purament sexual que té amb una intendent dels Mossos d'Esquadra, però que sap molt bé quin és el paper del Senza, què li ha de dir i què ha de fer per detenir a tots aquells que encobreix, fins que tot es precipiti.
La novel·la combina aquestes dues històries, amb la narració de les vicissituds de la cèl·lula dorment d'Al-Qaida instal·lada a Barcelona i que vol atemptar durant les festes de la Mercè, fins que finalment, totes coincideixen amb un ritme trepidant i molt d'interès. Els secrets, les manipulacions i les mitges veritats configuren l'argument de la novel·la, així com l'ambient de la redacció d'un diari. Hom hi ha volgut veure un parel·lelisme entre la novel·la i la dimissió de l'autor quan era director del diari Avui.